# Білл Робінзін
Вільям Клінтард Робінзін (англ. William Clintard Robinzine, 20 січня 1953, Чикаго, Іллінойс — 16 вересня 1982, Канзас-Сіті, Міссурі) — американський професіональний баскетболіст, що грав на позиції важкого форварда за декілька команд НБА.

## Ігрова кар'єра
На університетському рівні грав за команду Депол (1972–1975). 
1975 року був обраний у першому раунді драфту НБА під загальним 10-м номером командою «Канзас-Сіті Кінгс». Захищав кольори команди з Канзас-Сіті протягом наступних 5 сезонів.
Частину 1980 року виступав у складі «Клівленд Кавальєрс».
1980 року перейшов до «Даллас Маверікс», у складі якої провів наступний сезон своєї кар'єри.
Останньою ж командою в кар'єрі гравця стала «Юта Джаз», до складу якої він приєднався 1981 року і за яку відіграв один сезон.
Помер 1982 року, скоївши самогубство від отруєння газом у власній машині в гаражі.